# Donovan Williams
Donovan Kennedy Williams (Houston, Texas, 6 de septiembre de 2001) es un baloncestista estadounidense que pertenece a la plantilla de los Westchester Knicks de la G League. Con 1,98 metros de estatura, juega en la posición de escolta.

## Trayectoria deportiva

### Universidad
Jugó dos temporadas con los Longhorns de la Universidad de Texas, en las que promedió 3,3 puntos y 1,0 rebotes por partido. En abril de 2021 fue transferido a los Rebels de la Universidad de Nevada, Las Vegas. Allí jugó una temporada, en la que promedió 12,7 puntos y 3,3 rebotes por partido, siendo elegido por la prensa especializada como mejor sexto hombre de la Mountain West Conference.

#### Estadísticas
| Año     | Equipo | PJ | PT | MPP  | %TC  | %3P  | %TL  | RPP | APP | ROB | TPP | PPP  |
| ------- | ------ | -- | -- | ---- | ---- | ---- | ---- | --- | --- | --- | --- | ---- |
| 2019–20 | Texas  | 26 | 1  | 11.0 | .368 | .244 | .706 | 1.0 | .3  | .5  | .2  | 3.3  |
| 2020–21 | Texas  | 15 | 0  | 10.3 | .304 | .174 | .846 | 1.1 | .3  | .3  | .2  | 3.3  |
| 2021–22 | UNLV   | 27 | 13 | 22.1 | .488 | .436 | .638 | 3.3 | 1.1 | .7  | .4  | 12.7 |
| Total   | Total  | 68 | 14 | 15.3 | .435 | .338 | .667 | 2.0 | .6  | .5  | .3  | 7.0  |

### Profesional
Tras no ser elegido en el Draft de la NBA de 2022, el 19 de octubre firmó un contrato con los Long Island Nets de la G League. Disputó la Showcase Cup, promediando 15,5 puntos y 4,2 rebotes por partido.
El 17 de enero de 2023 firmó un contrato bidireccional con los Atlanta Hawks, dividiendo el tiempo con su filial de la NBA G League, los College Park Skyhawks.
El 28 de septiembre de 2023 firmó con los Golden State Warriors, pero fue despedido el 16 de octubre. El 30 de octubre, se unió a los Santa Cruz Warriors.
El 14 de mayo de 2024 firmó con los Scarborough Shooting Stars de la Canadian Elite Basketball League.
El 28 de octubre de 2024 se unió a los Westchester Knicks de la G League.

## Estadísticas de su carrera en la NBA

### Temporada regular
| Año     | Equipo  | PJ | PT | MPP | %TC  | %3P  | %TL | RPP | APP | ROB | TPP | PPP |
| ------- | ------- | -- | -- | --- | ---- | ---- | --- | --- | --- | --- | --- | --- |
| 2022-23 | Atlanta | 2  | 0  | 2.1 | .400 | .000 | –   | 1.0 | .0  | .0  | .0  | 2.0 |
| Total   | Total   | 2  | 0  | 2.1 | .400 | .000 | –   | 1.0 | .0  | .0  | .0  | 2.0 |